# Prostitución en Dinamarca

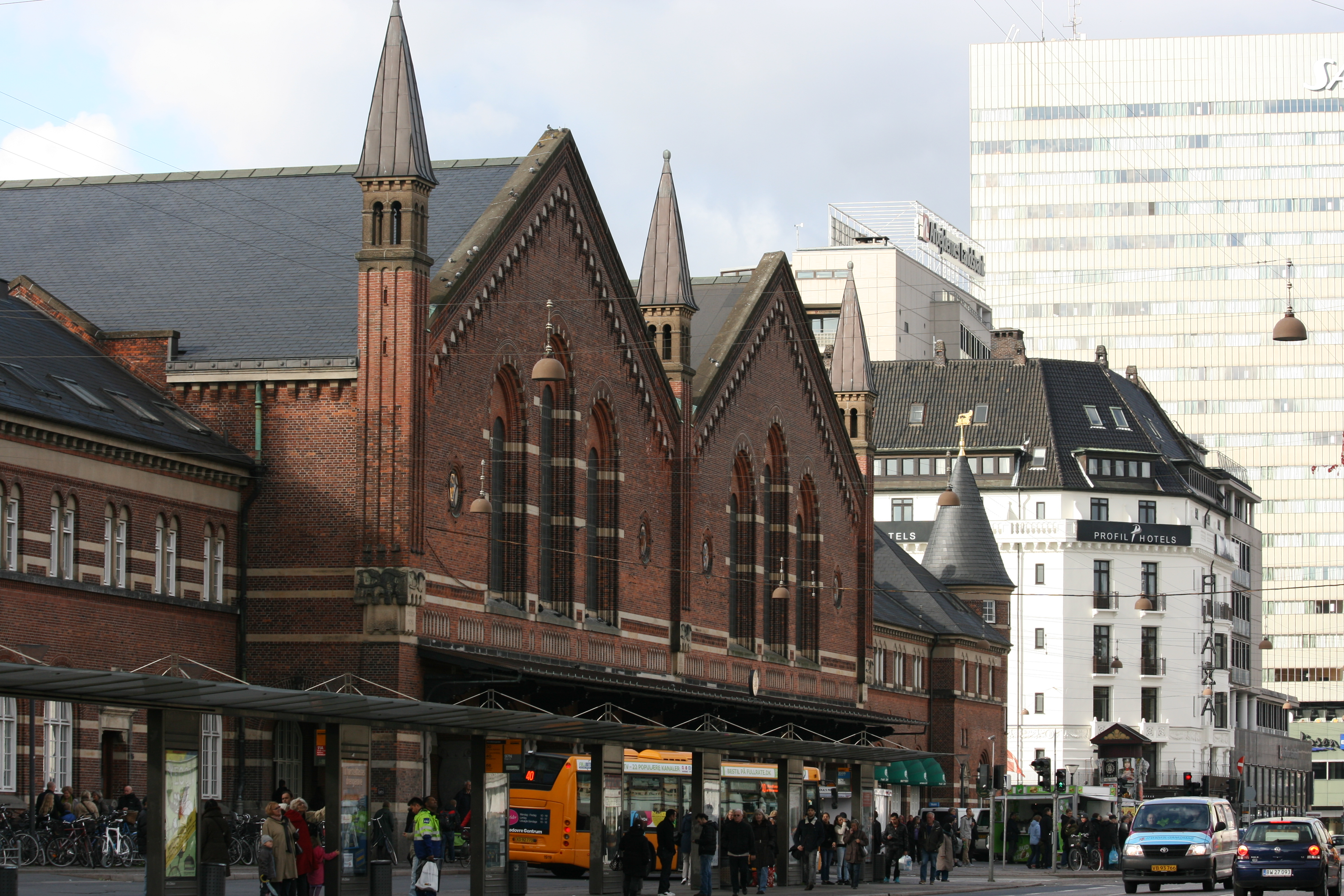
Aledaños de la Estación Central de Copenhague, centro tradicional de la prostitución en Copenhague.

La prostitución en Dinamarca se despenalizó parcialmente en 1999, basándose en parte en la premisa de que era más fácil vigilar un comercio legal que uno ilegal. Las actividades de terceros, como lucrarse de la administración de burdeles y otras formas de proxenetismo, siguen siendo actividades ilegales en Dinamarca, al igual que el proxenetismo y la prostitución de menores.

## Historia

### Primera época
El Código Civil de 1683, o Christian 5.s Danske Lov prohibía explícitamente las relaciones sexuales extramatrimoniales (incluida la prostitución) como fornicación. La ley danesa prescribía la cárcel para los hombres y la flagelación para las mujeres sorprendidas en fornicación.
La prostitución ("fornicación profesional") estuvo regulada en Dinamarca durante el siglo XIX, y la policía desempeñó un papel activo. Las políticas del siglo XIX respecto a la prostitución estaban impulsadas por la idea de que era una fuente primaria de enfermedades de transmisión sexual, por lo que las mujeres eran registradas y sometidas a exámenes cada vez más regulares. En 1815, se introdujo en Copenhague el registro de prostitutas: las mujeres se inscribían como tales en los registros policiales, se las obligaba a inscribirse en un burdel "tolerado" (vigilado por la policía) y se las sometía a exámenes periódicos, con hospitalización forzosa en caso de enfermedad. Técnicamente, la prostitución seguía siendo ilegal, por lo que la regulación se llevó a cabo discretamente por orden del rey Federico VI (reinado entre 1808-1839). El 11 de febrero de 1863 se reconoció oficialmente esta política y se le dio cierto fundamento jurídico, y en 1874 se introdujo oficialmente en la legislación danesa el sistema de prostitución regulada, con motivos legales para el examen y la hospitalización forzosos de las prostitutas sospechosas.
Estas políticas se convirtieron en el objetivo de grupos de mujeres y religiosos, lo que obligó a flexibilizarlas en 1885. En 1901 se prohibieron los burdeles y en 1906 se abandonaron los reconocimientos forzosos.

### Época moderna
La despenalización se produjo en 1999. En 2006, el gobierno socialdemócrata liderado por Poul Nyrup Rasmussen anunció una campaña para combatir la prostitución y a los chantajistas implicados en la organización del comercio y la trata de seres humanos, tras un informe policial encargado titulado Strategi for en styrket politimæssig indsats mod prostitutionens bagmænd. La entonces ministra de Justicia, Lene Espersen (DFK), anunció una intensificación de los esfuerzos policiales contra los traficantes, al tiempo que prometía un enfoque más comprensivo con las víctimas y los testigos, con nuevas reformas policiales a partir del 1 de enero de 2007. En febrero de 2013, el ministro de Justicia, Morten Bødskov, anunció nuevas medidas y presentó un proyecto de ley, derivado del informe de 2012 del Consejo de Derecho Penal, que amplía las disposiciones contra la explotación de los burdeles a los servicios de acompañantes y la prostitución callejera, aumenta las penas y otorga más poderes a la policía.

## Revisión de 2012
En 2009, el Ministerio de Justicia ordenó al Consejo del Código Penal (Straffelovrådet) que llevara a cabo una revisión exhaustiva del capítulo 24, y entregaron su informe en noviembre de 2012. En el mandato, se les pidió específicamente que se pronunciaran sobre si debía prohibirse la compra de sexo. Entre sus recomendaciones se encontraban;
- Introducir una nueva disposición general para la participación de una persona menor de 18 años en la prostitución;
- Eliminar las disposiciones especiales para la participación de personas de 18 a 20 años en la prostitución;
- Que se cubra el negocio de la prostitución en otras formas distintas a la de mantener un burdel, incluyendo la prestación de servicios de escort;
- Despenalizar la participación de terceros en la prostitución, cuando el agente no opere explotando la prostitución ajena;
- Suprimir las disposiciones del Código Penal relativas a la solicitud o invitación a la fornicación que suscitan la indignación pública;
- Eliminar la posibilidad de que se impida a una persona entrar en un determinado restaurante por la única razón de que ejerza la prostitución.

Además, el Consejo propuso ajustar las penas máximas por la participación de un menor de 18 años, mediante pago o promesa de pago, manteniendo relaciones sexuales con un cliente, o por ser espectador de un espectáculo con actuaciones pornográficas en el que participe un menor de 18 años, con el fin de cumplir las exigencias de la directiva de la UE sobre la lucha contra los abusos sexuales a menores. También propusieron ajustar las penas máximas por ayudar a la prostitución ajena.
En cuanto a la prohibición de comprar sexo, el Consejo concluyó que tal prohibición sólo estaría justificada como rechazo moral a la compra de sexo. Con los conocimientos sobre la prostitución en Dinamarca y la información sobre la experiencia de la prohibición de la compra de sexo en otros países, la opinión del Consejo fue que una prohibición de la compra de sexo no tendrá un impacto positivo significativo en ningún otro aspecto que no sea el de castigar a los que compran sexo. Por el contrario, una prohibición de la compra de servicios sexuales podría tener consecuencias negativas para una serie de prostitutas en términos de empeoramiento de las condiciones económicas y en forma de aumento de la estigmatización.
Al recibir su informe, el ministro de Justicia (Justitsministeren) Morten Bødskov, en noviembre de 2012, hizo estas observaciones: "El gobierno también ha decidido seguir la recomendación del Consejo del Código Penal de no imponer la prohibición de comprar sexo (købesex). El estudio del Consejo Penal muestra que no es probable que la prohibición de comprar sexo conduzca a una disminución de la prostitución o de la explotación de las prostitutas, sino que más bien es probable que tenga consecuencias negativas para las prostitutas".

### Textos jurídicos
§ 228
(1) Toda persona que:
1) induzca a otro a buscar un beneficio mediante la inmoralidad sexual con otros; o
2) con ánimo de lucro, induzca a otro a entregarse a la inmoralidad sexual con otros o impida que otro que se dedica a la inmoralidad sexual como profesión la abandone; o
3) mantenga un burdel; será culpable de proxenetismo y podrá ser castigado con pena de prisión de hasta cuatro años.
(2) La misma pena se aplicará a toda persona que incite o ayude a una persona menor de veintiún (21) años a dedicarse a la inmoralidad sexual como profesión, o a toda persona que instigue a otra a abandonar el Reino para que ésta se dedique a la inmoralidad sexual como profesión en el extranjero o sea utilizada para tal inmoralidad, cuando dicha persona sea menor de veintiún (21) años o ignore en ese momento el propósito.
§ 229
(1) Toda persona que, con fines de lucro o en casos frecuentemente repetidos, promueva la inmoralidad sexual actuando como intermediario, o que obtenga beneficios de las actividades de cualquier persona que se dedique a la inmoralidad sexual como profesión, podrá ser condenada a una pena de prisión de hasta tres años o, en circunstancias atenuantes, a una pena de simple detención o a una multa.
(2) Toda persona que alquile una habitación en un hotel o una posada para el ejercicio de la prostitución como profesión podrá ser condenada a una pena de detención simple o de prisión de hasta un año o, en circunstancias atenuantes, a una multa.
§ 233
Toda persona que incite o invite a otras personas a la prostitución o exhiba hábitos inmorales de una manera que pueda molestar a otros o suscitar escándalo público será castigada con pena de detención simple o prisión por un período no superior a un año o, en circunstancias atenuantes, con multa.

## Datos demográficos

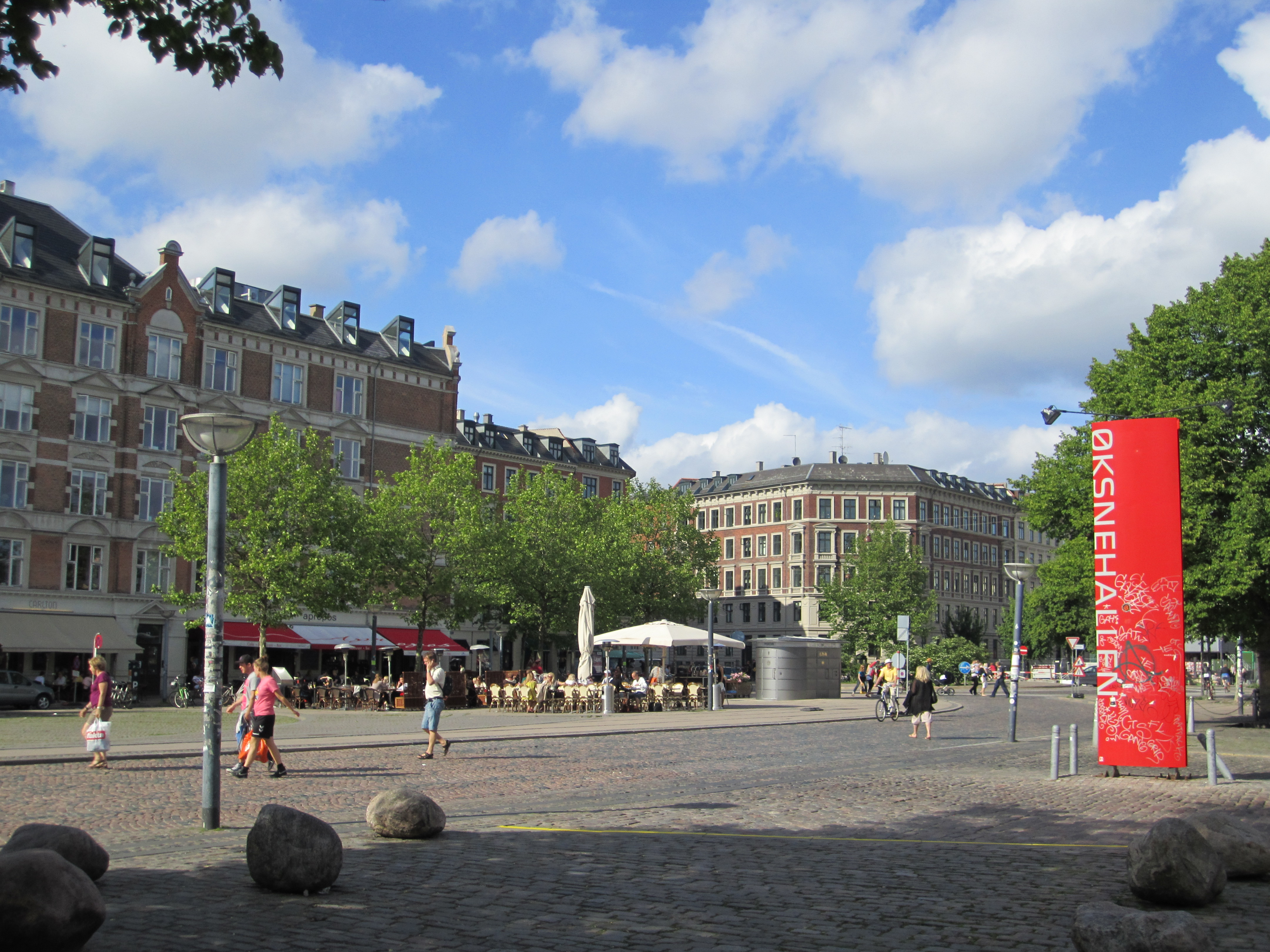
Halmtorvet, otra zona roja clásica de la prostitución danesa.

El Departamento de Estado de los Estados Unidos dijo en un informe de 2008 de la Junta Nacional de Servicios Sociales que la policía estima que el número de personas que ejercen la prostitución es de aproximadamente 5 500.
El centro tradicional de la prostitución en Copenhague es el distrito situado detrás de la Estación Central de Copenhague (principalmente Istedgade, Halmtorvet y Skelbækgade). A principios de 2009, el número de trabajadoras del sexo en la calle y de negocios orientados al sexo en la zona estaba disminuyendo, pero a mediados de ese mismo año parecía haber un crecimiento. La mayoría de las personas que se incorporaban al sector procedían de Europa del Este y África.
Al igual que muchas otras ciudades europeas, muchas trabajadoras del sexo utilizan ahora anuncios en Internet para ofrecer servicios tanto en sus departamentos como a domicilio.

## Migración y tráfico sexual
Un estudio realizado en 2009 por TAMPEP estimaba que las trabajadoras inmigrantes representaban el 65 % del total de prostitutas en Dinamarca. Sin embargo, el informe más reciente de la agencia Servicestyrelsen afirma que aproximadamente la mitad de las trabajadoras del sexo en Dinamarca son inmigrantes. El grupo más numeroso, unas 900, procede de Tailandia y, por lo general, estas trabajadoras tienen permiso de residencia o ciudadanía danesa. Las trabajadoras inmigrantes tienen derecho a una amplia gama de prestaciones sociales y sanitarias, pero no siempre saben que esos servicios existen para ellas. 
El siguiente grupo más numeroso, unos 1 000, procede de países de la Unión Europea (UE) de Europa Central y Oriental, pero suelen desplazarse entre Dinamarca y su país de origen, por lo que no tienen derecho a recibir asistencia de los servicios sociales daneses. El tercer grupo más numeroso de trabajadores del sexo migrantes, procedentes de África (especialmente Nigeria), es de unos 300, y algunos de ellos viajan entre otros países del espacio Schengen y Dinamarca.
Varias mujeres de los tres grupos de inmigrantes pueden ser víctimas de la trata de seres humanos, pero se desconoce la proporción real, ya que actualmente no se dispone de cifras fiables que detallen el número de víctimas de la trata para su análisis. En 2008, la policía se entrevistó con 431 mujeres sospechosas de estar relacionadas con la trata y se confirmó que 72 eran víctimas. Según la policía de Copenhague, las mujeres son captadas en sus países de origen, transportadas a Dinamarca y luego obligadas a prostituirse.

## Clientes
Un estudio realizado en 2005 por Claus Lautrups sobre la clientela masculina reveló que el 14 % de los hombres daneses han pagado por sexo al menos una vez.

## Debate político

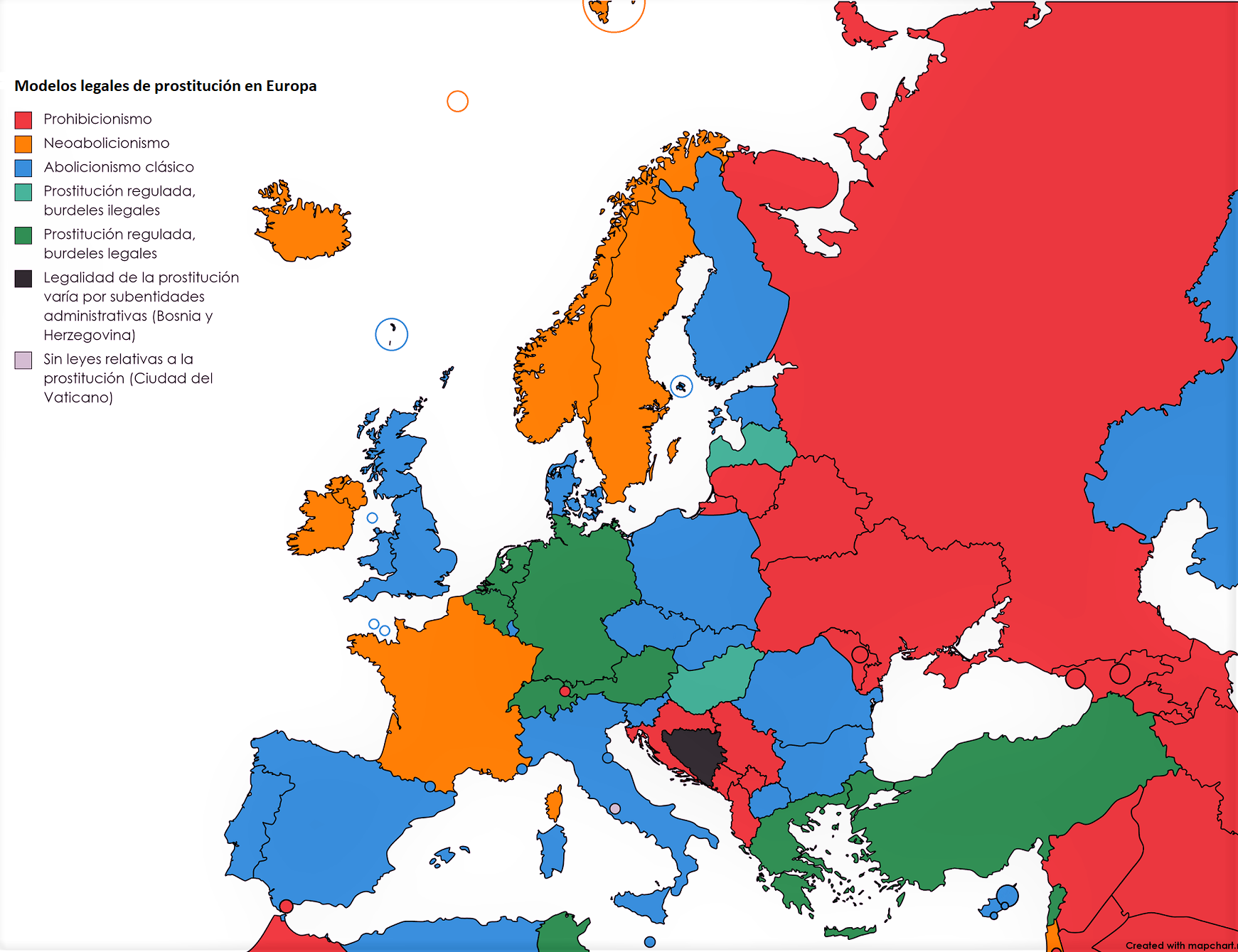
Prostitución en Europa. En azul, el modelo de abolicionismo clásico, al que pertenece, entre otros países, Dinamarca.

El entonces gobierno socialdemócrata de Poul Nyrup Rasmussen reformó el código penal el 17 de marzo de 1999, entrando en vigor el 1 de julio de 1999 para despenalizar la prostitución. Los socialdemócratas perdieron el poder en 2001.
Como en el resto de Escandinavia, ha habido un debate continuo sobre la situación de las leyes de prostitución. Los socialdemócratas, entonces en la oposición, y grupos feministas se mostraron a favor de ilegalizar la compra de actos sexuales en 2009, lo que habría puesto a Dinamarca en línea con Suecia, Noruega e Islandia, ya que Noruega adoptó dicha legislación en 2009. Esta postura fue apoyada por varios partidos de la oposición, entre ellos la Alianza Roji-Verde y el Partido Popular Socialista, pero no por los social-liberales. Esta postura tuvo poco apoyo popular, ya que sólo alrededor del 26 % apoyó la medida. En aquel momento, Dinamarca estaba gobernada por un gobierno minoritario de centro-derecha formado por el Venstre-Partido Liberal Danés y el Partido Popular Conservador.
En las elecciones de septiembre de 2011, la coalición de centro-derecha perdió el poder frente a una coalición de centro-izquierda liderada por los socialdemócratas, junto con los social-liberales y el Partido Socialista Popular, y estaban en posición de cambiar las leyes. Sin embargo, el Partido Socialista Popular se retiró de la coalición el 30 de enero de 2014, dejando a los socialdemócratas muy dependientes del apoyo del Venstre de la oposición y, en consecuencia, teniendo que modificar sus promesas electorales, aunque el Partido Socialista Popular siguió apoyando al Gobierno.

## Opinión pública
Una encuesta de opinión pública realizada en 2011 mostró que el 61 % de los daneses piensa que las trabajadoras del sexo danesas deberían tener más derechos y que su profesión debería ser reconocida. La mayoría de los votantes apoyaba a todos los partidos, pero sobre todo a la relativamente pequeña Alianza Liberal. La pregunta era: 

"En Dinamarca, la prostitución es legal y, en principio, las prostitutas están sujetas a impuestos. La prostitución no está reconocida como profesión, y las prostitutas no pueden afiliarse a un sindicato, recibir prestaciones o tener derecho al seguro de desempleo.

¿Está usted a favor o en contra de que las prostitutas puedan afiliarse a un sindicato para recibir prestaciones y un seguro de empleo?".

## Investigación
En 2010, el Gobierno danés, en respuesta a las críticas de que el debate sobre la prostitución se basaba en gran medida en mitos y estereotipos, asignó 4 millones de coronas danesas a una encuesta nacional realizada por Det Nationale Forskningscenter for Velfærd, que se publicó en 2011 con el título Prostitution i Danmark. El informe subrayaba que la prostitución no puede tratarse como una entidad monolítica u homogénea, en particular estableciendo una distinción entre el trabajo al aire libre (en la calle) y el trabajo en interiores. Sugiere un enfoque más específico, señalando que la mayoría de las trabajadoras del sexo han elegido su profesión, en lugar de ser coaccionadas.

## Situación en regiones constituyentes autónomas

### Islas Feroe
Bajo jurisdicción danesa, la prostitución sigue siendo legal en las Islas Feroe. Sin embargo, no hay constancia de prostitución organizada en el territorio autónomo.

### Groenlandia
La prostitución en Groenlandia es ilegal. Aunque el país está sujeto a la legislación de Dinamarca en la mayoría de los ámbitos legislativos, la despenalización de la prostitución en Dinamarca en 1999 no se ha aplicado en Groenlandia. Además, está exento de las obligaciones del Protocolo de Palermo sobre la trata de seres humanos, del que Dinamarca es signataria, pero hay pocos indicios de trata de seres humanos en Groenlandia.
Un informe publicado en 2008 indicaba que en Groenlandia no había signos de prostitución visible u organizada, ni servicios dirigidos específicamente a prostitutas, ni casos judiciales relacionados con la prostitución. Sin embargo, se hacía referencia a afirmaciones de que en ocasiones se había recurrido al sexo transaccional, por ejemplo, a cambio de alojamiento temporal. Según una tradición asociada a los inuit groenlandeses, los anfitriones ofrecían a sus esposas a los huéspedes en una forma de "prostitución hospitalaria". Entre los colonos que fundaron Nuuk, la capital del país, en 1728, había prostitutas.